# 帕克斯
帕克斯（英語：Pax (mythology)）。古罗马职掌和平的女性神祇。她的地位在屋大维统治时期得以确立。古罗马，其艺术形象亦常常反映于相关雕塑作品之中，影响深远。